# Platja de Monellos
La Platja de Monellos és una platja del concejo d'El Franco en l'oest d'Astúries, està situada prop de la localitat de San Pelayo i té poca afluència de banyistes. Pertany a la Costa Occidental d'Astúries i malgrat no estar inclosa a la franja que comprèn el Paisatge Protegit de la Costa Occidental d'Astúries, presenta dos tipus de protecció mediambiental, ja que està catalogada com ZEPA i LIC.

## Descripció
És una platja amb forma de badia menuda amb una longitud aproximada de 90 metres i una amplària mitjana d'uns 25 a 30 metres. El jaç de la platja és de pedra i l'accés és per als vianants en els últims 500 metres i sense cap dificultat.
Per accedir a la platja cal tenir en compte que té prop d'ella als pobles de Valdepares, Viavélez i San Pelayo. L'accés és el mateix que cal utilitzar per arribar a la Platja de Torbas amb la diferència que cal girar a la dreta del «cap Blanco» en l'últim desviament en comptes de l'esquerra, ja que aquesta va a la de Torbas. La baixada des de la rasa cosreta fins a la platja és sinuosa però sense dificultat si es prenen les precaucions convenients.
La forma de badia menuda de la platja afavoreix el que les aigües siguin molt tranquil·les pel que una activitat molt adequada és la natació. Encara que té gran nombre de roques no és perillosa doncs aquestes no tenen arestes tallants. També es recomana com a activitat molt adequada la de la pesca submarina i la recreativa. Té una desembocadura fluvial i manca de serveis de platja.